# Ursula Macfarlane
Ursula Macfarlane é uma diretora britânica.
Na edição de 2007 do BAFTA, Macfarlane e Saskia Wilson foram indicados para Melhor Documentário por Breaking Up With The Joneses.

## Filmografia
- Anna Nicole Smith: You Don't Know Me (2023)[3]
- The Lost Sons (2021)[4]
- Untouchable (2019)[5]
- One Deadly Weekend in America (2017)[6]
- Charlie Hebdo: 3 Days That Shook Paris (2015)[6]
- Breaking Up with the Joneses (2006)[7]